# Корнинг (Калифорния)
Корнинг (англ. Corning) — город в округе Техейма, штат Калифорния, расположенный в 500 милях к северу от Лос-Анджелеса.

## География
Координаты Корнинга 39°55′34″ с. ш. 122°10′50″ з. д. . По данным Бюро переписи населения США, город имеет общую площадь в 9,193 км², из которых 100% составляет суша.

### Климат
Корнинг расположен в зоне средиземноморского климата.

## Демография

### 2000 год
По данным Переписи населения 2000 года в Корнинге проживал 6 741 человек, 1 642 семьи, насчитывалось 2 422 домашних хозяйства и 2 614 жилых домов со средней плотностью застройки 346,8 на км². Средняя плотность населения составляла около 894,4 человека на один квадратный километр. Расовый состав населённого пункта распределился следующим образом: 74,48% белых, 0,52% — афроамериканцев, 2,18% — коренных американцев, 0,53% — азиатов, 0,09% — выходцев с тихоокеанских островов, 17,42% — представителей прочих рас, 4,78% — смешанных рас. Испаноговорящие составили 50,82% от всех жителей города.
Из 2 422 домашних хозяйств в 40,2% воспитывали детей в возрасте до 18 лет, 45,1% представляли собой совместно проживающие супружеские пары, в 16,3% семей женщины-домовладельцы проживали без мужей, 32,2% не имели семей. 26,9% от общего числа семей на момент переписи жили самостоятельно, при этом 14,0% составили одинокие пожилые люди в возрасте 65 лет и старше. Средний размер домашнего хозяйства составил 2,76 человек, а средний размер семьи — 3,33 человек.
Население города по возрастному диапазону распределилось следующим образом: 32,5% — жители младше 18 лет, 10,0% — между 18 и 24 годами, 28,0% — от 25 до 44 лет, 17,7% — от 45 до 64 лет и 11,8% — в возрасте 65 лет и старше. Средний возраст жителей составил 31 год. На каждые 100 женщин в Корнинге приходилось 92,9 мужчин, при этом на 100 совершеннолетних женщин приходилось уже 90,5 мужчин сопоставимого возраста.
Средний доход на одно домашнее хозяйство города составил 25 357 долларов США, а средний доход на одну семью — 32 151 долларов. При этом мужчины имели средний доход в 30 563 долларов США в год против 19 736 долларов среднегодового дохода у женщин. Доход на душу населения составил 12 357 долларов в год. 21,1% от всего числа семей в населённом пункте и 26,3% от всей численности населения находилось на момент переписи за чертой бедности, из которых 33,6% составляли жители младше 18 и 15,6% старше 65 лет.

### 2010 год
По данным Переписи населения 2010 года в Корнинге проживало 7 663 человека. Средняя плотность населения составляла около 833,5 человека на один квадратный километр. Расовый состав населённого пункта распределился следующим образом: 71,9% белых, 0,6% — афроамериканцев, 2,6% — коренных американцев, 1,1% — азиатов, 0,1% — выходцев с тихоокеанских островов, 19,5% — представителей прочих рас, 4,2% — смешанных рас. Испаноговорящие составили 42,7% от всех жителей города.
Из 2 630 домашних хозяйств в 45,4% воспитывали детей в возрасте до 18 лет, 43,2% представляли собой совместно проживающие супружеские пары, в 20,3% семей женщины-домовладельцы проживали без мужей, а в 6.8% — мужчины-домовладельцы без жены, 8,5% составили однополые пары, не состоящие в браке, 0,5% — однополые супружеские пары. Средний размер домашнего хозяйства составил 2,90 человек, а средний размер семьи — 3,44 человек.
Население города по возрастному диапазону распределилось следующим образом: 32,4% — жители младше 18 лет, 11,3% — между 18 и 24 годами, 25,2% — от 25 до 44 лет, 21,1% — от 45 до 64 лет и 10,1% — в возрасте 65 лет и старше. Средний возраст жителей составил 29,2 год. На каждые 100 женщин в Корнинге приходилось 94,5 мужчин, при этом на 100 совершеннолетних женщин приходилось уже 89,5 мужчин сопоставимого возраста.